# Charlotte von Essen
Charlotte Agneta Tomsdotter von Essen, född Thyblad den 8 maj 1963 i Värnamo församling i Jönköpings län, är en svensk friherrinna, jurist och ämbetsman. Hon är sedan den 1 oktober 2021 chef för Säkerhetspolisen (Säpo).

## Biografi
Charlotte von Essen tog studenten 1982 vid Mörbyskolan i Danderyd. Hon avlade socionomexamen vid Stockholms universitet 1986. Hon arbetade sedan som socialsekreterare i Rinkeby innan hon bestämde sig för att omskola sig till jurist. Hon avlade juristexamen vid Stockholms universitet 1994, då 31 år gammal. Efter juristexamen tjänstgjorde hon som notarie 1994–1997 vid Länsrätten i Stockholm (numera Förvaltningsrätten i Stockholm). Hon fortsatte på domarbanan 1997–2000 vid Kammarrätten i Stockholm.
Charlotte von Essen började 2001 som rättssakkunnig vid Justitiedepartementet och utsågs 2011 till rättschef. År 2015 utnämndes hon till lagman vid Förvaltningsrätten i Uppsala. Den 15 maj 2017 började hon på Säkerhetspolisen (Säpo) som biträdande säkerhetspolischef, för att den 26 augusti 2021 utses till chef för Säpo. Hon förordnas på befattningen från och med den 1 oktober 2021 och för sex år framåt.
Hon är sedan 1990 gift med Ulrik von Essen, med vilken hon har tre barn. Hon tillhör genom sitt giftermål den friherrliga ätten von Essen nr 158.